# Gustav Keppeler

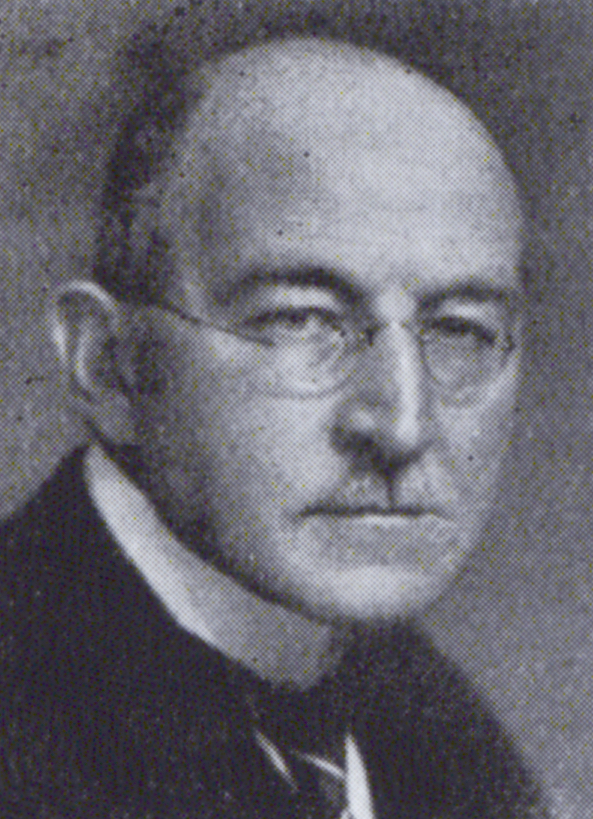
Gustav Keppeler, um 1931

Gustav Keppeler (* 27. Februar 1876 in Heilbronn; † 21. August 1952 in Hannover) war ein deutscher Hochschullehrer für Technische Chemie an der Technischen Hochschule Hannover.

## Leben und Wirken
Keppeler studierte in Stuttgart und an der Universität Heidelberg bis zur Promotion im Jahre 1900 über die Oxyazofarbstoffe. Während seines Studiums wurde er 1894 Mitglied der Stuttgarter Sängerschaft Schwaben. 1903 folgte die Habilitation an der TH Darmstadt. Er wurde 1911 Professor für Technische Chemie und später Leiter des Chemisch-Technisches Institutes der TH Hannover sowie der Versuchsanstalt für technische Moorverwertung. Von 1933 bis 1947 war er ordentlicher Professor in Hannover als Spezialist für die Moorverwertung, Brennstoffe und die Glasherstellung. Im Zweiten Weltkrieg führte er kriegswichtige Aufträge zu Forschungen über schwere Kraftfahrbrennstoffe für die Panzertruppe aus. Keppeler galt als NS-Gegner und Anhänger der DNVP, doch er unterschrieb im November 1933 das Bekenntnis der deutschen Professoren zu Adolf Hitler.

## Schriften und Herausgaben
- Hrsg.: Keramisches Jahrbuch. Jahresbericht über die Fortschritte der gesamten Ton-, Glas- und Mörtel-Industrie
- Die Aufgaben der technischen Moorverwertung / Das Tote Moor am Steinhuder Meer, Braunschweig 1914
- Moornutzung und Torfverwertung, Halle a.d.S. 1922
- Hrsg.: Die Glasfabrikation, von Robert Dralle, Oldenbourg, München-Berlin 1926
- Glas als Werk- und Austauschstoff, Berlin 1927
- Die niedersächsischen Moore und ihre Nutzung, mit Bruno Tacke, Oldenburg-Hannover, 1930 (2. Auflage, 1941)